# Joseph Đỗ Quang Khang
Joseph Đỗ Quang Khang (ur. 7 listopada 1965 w Thu Duc) – wietnamski duchowny katolicki, biskup koadiutor Bắc Ninh w latach 2021–2023, biskup diecezjalny Bắc Ninh od 2023.

## Życiorys

### Prezbiterat
Święcenia kapłańskie przyjął 30 czerwca 1999 i został inkardynowany do archidiecezji Ho Chi Minh. Po dwuletnim stażu wikariuszowskim odbył studia w Tuluzie i w Rzymie. W 2010 powrócił do kraju i został wykładowcą, a następnie dziekanem ds. studiów w seminarium w Ho Chi Minh.

### Episkopat
30 października 2021 papież Franciszek mianował go biskupem koadiutorem diecezji Bắc Ninh. Sakry udzielił mu 14 grudnia 2021 biskup Cosme Hoàng Văn Đạt.
17 czerwca 2023, po przyjęciu przez papieża rezygnacji biskupa Cosme Hoàng Văn Đạt, objął urząd ordynariusza diecezji Bắc Ninh.